# Muránska Dlhá Lúka
Muránska Dlhá Lúka es un municipio del distrito de Revúca en la región de Banská Bystrica, Eslovaquia, con una población estimada a final del año 2024 de 938 habitantes.
Se encuentra ubicado al este de la región, en la cuenca hidrográfica del río Sajó —un afluente derecho del río Tisza— y cerca de la frontera con la región de Košice.

## Demografía
| Año        | 1994 | 2004    | 2014     | 2024    |
| ---------- | ---- | ------- | -------- | ------- |
| Población  | 722  | 782     | 894      | 938     |
| Diferencia |      | +8,31 % | +14,32 % | +4,92 % |

| Año        | 2023 | 2024    |
| ---------- | ---- | ------- |
| Población  | 936  | 938     |
| Diferencia |      | +0,21 % |